# Swiss Werkbund
La Swiss Werkbund (SWB) fue una asociación de artistas y diseñadores fundada en 1913, compuesta por grupos locales esparcidos en ciudades como Basilea, Berna, Lausana, Zúrich, y otras localidades y regiones del país. Estos grupos se regían por los ideales de la Werkbund, los cuales buscaban la calidad en el trabajo y creación de un estilo característico de la época en la que vivían, pero lo hacían, a diferencia de la Deutscher Werkbund, de forma autónoma.
La formación fue promovida por Hermann Muthesius, y al frente de la misma como director se eligió al arquitecto Alfred Altherr.
Este colectivo dio forma y publicó la Revue Mensuelle de l’Ouvre en Lausana, perteneciente a uno de los grupos llamado OEV que formaron parte de la SWB y que tenía como fin la promoción y colaboración entre arte e industria en Suiza.
Promovieron las teorías y prácticas de un nuevo diseño que tendía a redefinir y modernizar el tradicional diseño suizo.

## Miembros
- Kurt Aepli
- Gustav Ammann
- Hermann Baur
- Leo Brunschwiler
- Ernst Cramer
- Ruth Erat
- Hans Finsler
- Eugen Gomringer
- Guido Hager
- Martin Heller
- Otto Münch
- Paul Perret
- Paul Senn
- Gunta Stölzl
- Beat Wismer
- Otto Zollinger